# 姜家庄站
姜家庄站（建设时工程名为开源路站）是济南轨道交通2号线的地铁车站，位于中华人民共和国山东省济南市历下区智远街道规划开源路和规划黄台南路交叉口西侧约480米位置地下，2021年3月26日投入运营。

## 车站构造
姜家庄站为地下二层的11米岛式车站。

## 出入口
| 編號     | 指示                                     |
| -------- | ---------------------------------------- |
| 出口 · A | 胶济铁路南侧，距离舜华北路400米 (车站西) |
| 出口 · B | 胶济铁路南侧，距离舜华北路500米 (车站西) |
| 出口 · C | 胶济铁路南侧，距离舜华北路500米 (车站西) |
| 出口 · D | 胶济铁路南侧，距离舜华北路400米 (车站西) |